# Богданова, Галина Михайловна
Галина Михайловна Богданова (19 февраля 1925, Лёмасарь, Ленинградская губерния — 9 сентября 2013, Уфа) — передовик производства, в 1941—1980 годах шлифовщица, старшая планировщица Уфимского моторостроительного завода, Герой Социалистического Труда (1975).

## Биография
Галина Михайловна Богданова родилась 19 февраля 1925 г. в д. Лемосарь (ныне — в Кировском районе Ленинградской области). Образование — неполное среднее.
Во время Великой Отечественной войны отец Михаил Петрович Романов стал защитником города на Неве. А маму Анну Сергеевну с Галей и её двумя братишками эвакуировали из Ленинграда в Уфу. Мать работала в Уфе на моторостроительном заводе. Галина Михайловна с 16 июля 1941 года работала там же рабочей-шлифовщицей.
На производстве Г. М. Богданова зарекомендовала себя трудолюбивой, квалифицированным специалистом. Она постоянно выполняла нормы выработки на 120—125 процентов, продукцию изготавливала отличного качества, сдавала её с первого предъявления. Работала под девизом «Дать продукции больше, лучшего качества, с меньшими затратами».
Г. М. Богданова включилась в социалистическое соревнование за досрочное выполнение плана девятой пятилетки (1971—1975), взяла повышенное обязательство по достижению наивысшей производительности труда. Все пункты обязательства осуществила, задание пятилетки выполнила досрочно — за 4 года. С января 1975 г. трудилась в счет десятой пятилетки. Впоследствии пересмотрела взятые ранее обязательства и обратилась с просьбой повысить нормы выработки на 20 процентов. Успешно трудилась по новым нормам, продукцию изготавливала высокого качества.
В 1974—1975 годах она подала 4 рационализаторских предложения, от их внедрении в производство было получено 4 тысячи рублей годовой экономии.
За высокие показатели в труде, досрочное выполнение плана девятой пятилетки, большие достижения в создании и освоении производства автомобильных двигателей Указом Президиума Верховного Совета СССР от 19 декабря 1975 года Г. М. Богдановой присвоено звание Героя Социалистического Труда.
В 1980 году Галина Михайловна вышла на пенсию, жила в г. Уфе, скончалась 9 сентября 2013 года.
Депутат Верховного Совета Башкирской АССР седьмого созыва (1967—1971).

## Награды
- Герой Социалистического Труда (1975);
- Орден Ленина (1975);
- Орден Октябрьской Революции (1971);
- Медаль «За трудовую доблесть».